# Myxilla gracilis
Myxilla gracilis är en svampdjursart som beskrevs av Claude Lévi 1965. Myxilla gracilis ingår i släktet Myxilla och familjen Myxillidae. Inga underarter finns listade i Catalogue of Life.